# Schizocosa serranoi
Schizocosa serranoi este o specie de păianjeni din genul Schizocosa, familia Lycosidae. A fost descrisă pentru prima dată de Mello-leitao, 1941. Conform Catalogue of Life specia Schizocosa serranoi nu are subspecii cunoscute.